# Pasaż Grunwaldzki

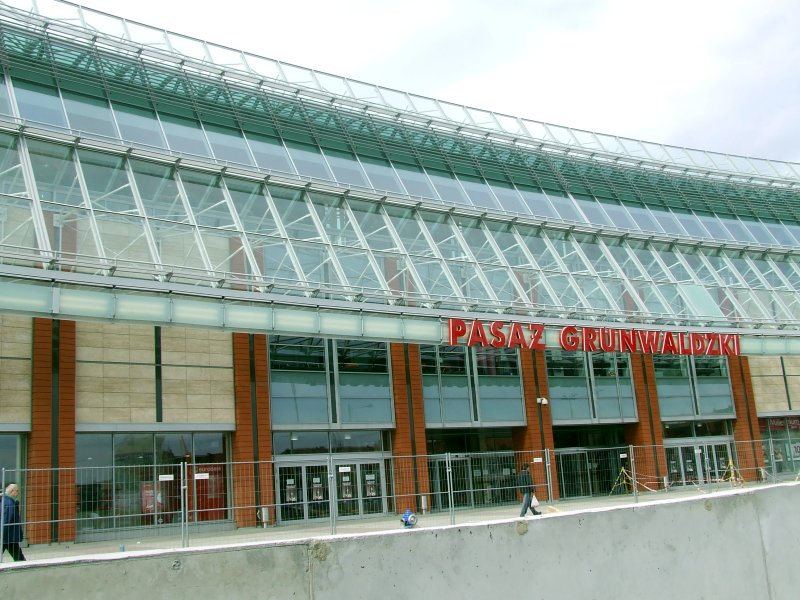
Pasaż Grunwaldzki – wejście główne

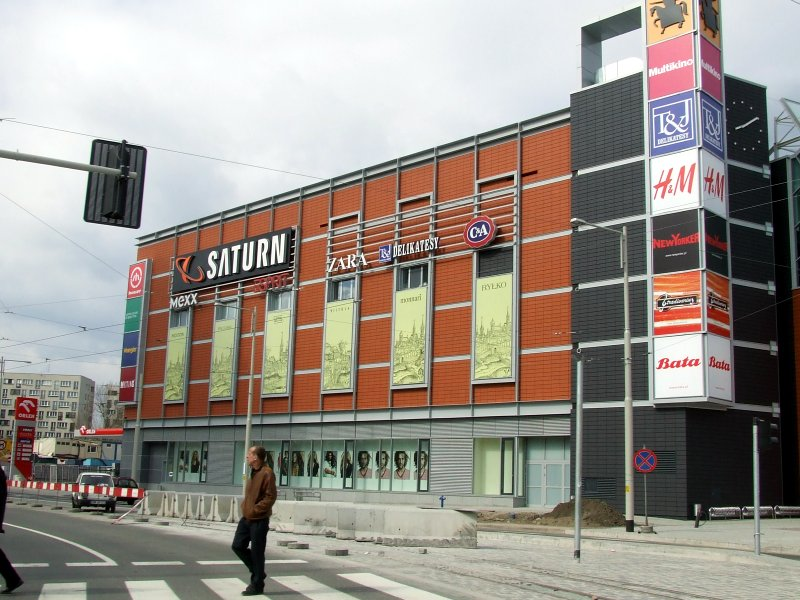
Pasaż Grunwaldzki

Pasaż Grunwaldzki – centrum handlowo-rozrywkowe z parkingiem wielopoziomowym oraz multipleksem,  przy Placu Grunwaldzkim we Wrocławiu. Inwestorem jest firma Echo Investment S.A.
Kompleks otwarto 4 kwietnia 2007 o godzinie 7:00, jednak niedługo po tym – około godziny 10 – pasaż został zamknięty przez inspektorów „z powodów technicznych”. W rzeczywistości właściciel nie otrzymał pozwolenia od inspekcji budowlanej, o czym wiedział już wcześniej. Ponieważ sklep i tak otwarto, firma zajmująca się budową zapłaciła prawie 340 tys. złotych kary. 
Pasaż ponownie otwarto 21 kwietnia o godzinie 11:00.
Powierzchnia całkowita Pasażu wynosi ok. 130 tys. m², z czego najwięcej zajmują: elektromarket Media Markt (5 tys. m²), C&A (2,4 tys. m²) i H&M (2,2 tys. m²). Oprócz wielu popularnych sieci sklepów obecnych w wielu centrach handlowych w Polsce, znajdują się tu firmy które otworzyły pierwszy sklep we Wrocławiu. Są to: Stradivarius, Oysho i Pull&Bear należące do hiszpańskiej grupy Inditex.

## Okoliczności otwarcia w dniu 4 kwietnia 2007
W chwili pierwszego otwarcia Pasażu na teren kompleksu weszło około 4 tysięcy klientów – osób, które oczekiwały w kolejce na otwarcie pasażu od godziny 21.30 poprzedniego dnia. Elektromarket Saturn został otwarty o godzinie 7.00, a cały kompleks dopiero o 9.00. O godzinie 9.30 z bliżej nieokreślonych przyczyn, którymi później okazał się brak zezwolenia na użytkowanie obiektu, personel Pasażu poinformował o zamknięciu budynku i konieczności jego opuszczenia. Wstrzymano również możliwość wstępu na teren obiektu. Pomimo deklaracji o zamknięciu Pasażu o godzinie 10.00, wszyscy klienci zostali obsłużeni do godziny 11.00, po czym ochrona ogłosiła całkowite zamknięcie kompleksu wywołując konsternację i dezorientację wśród nowo przybyłych osób.
Otwarcie Pasażu spowodowało paraliż komunikacyjny miasta Wrocławia, w tym arterii komunikacyjnej łączącej Wrocław z drogą ekspresową na Warszawę. Związane było to ze zmianą organizacji ruchu drogowego na nowo otwartym Rondzie Reagana.
Ogół okoliczności otwarcia Pasażu wywołał kontrowersje nagłośnione m.in. przez lokalne media oraz żywą reakcję konkurencji (billboardy Galerii Dominikańskiej „U nas wrota są zawsze otwarte” nawiązujące do kampanii Pasażu „Wrota otwarte”; internetowy serwis Allegro.pl, jeszcze w dzień niefortunnego otwarcia wziął udział w tej akcji: przed głównym, zamkniętym już wejściem stał transparent „Tu już zamknięte, na Allegro.pl czynne całą dobę”) i najemców.  Market Saturn rozwiesił w mieście reklamy przedstawiające kobietę krzyczącą „A właśnie, że się nie zamknę!!!” i podpis „!!!SATURNOWYM ZAMYKACZOM MÓWIMY NIE!!!”.

## Pasaż Grunwaldzki w liczbach
- 200 sklepów
- 1400 miejsc parkingowych
- 11 sal kinowych, które pomieszczą 2600 widzów (Multikino)
- 300 mln zł – przybliżony koszt budowy
- 130 000 m² – powierzchnia pasażu